# Raymond Virac
Pour les articles homonymes, voir Virac.
Raymond Pierre Virac (né à Madrid le 19 octobre 1892, mort à Tamatave en février 1946) est un peintre français, élève successivement de l'Académie Julian puis de l'École des Beaux Arts de Paris, c'est un artiste complet qui réalise tour à tour fresques, enluminures, publicité, fusains, peintures à l'huile.

## Biographie
Il naît à Madrid le 19 octobre 1892 de parents français.

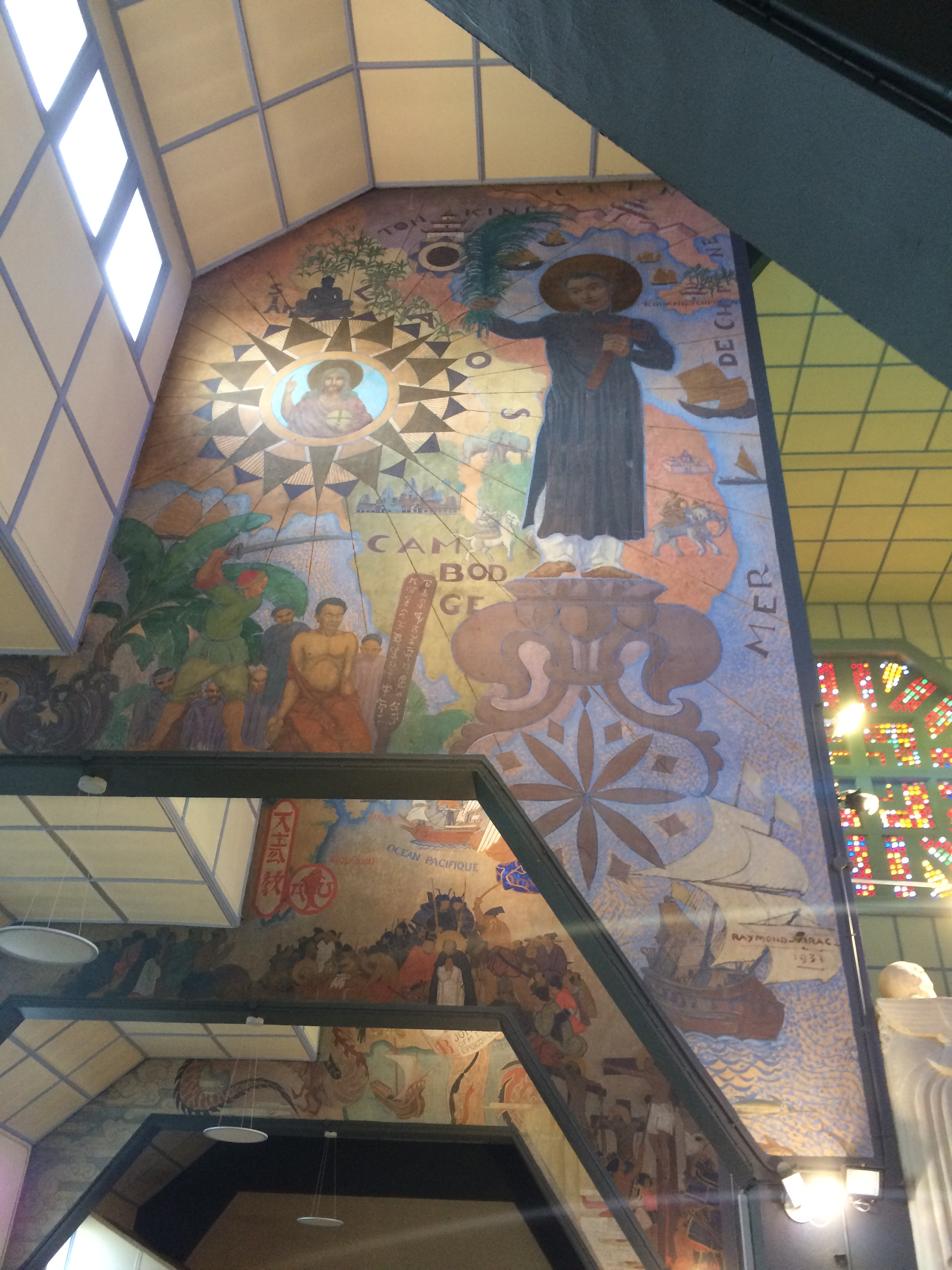
Fresque de Raymond Virac à l'église Notre-Dame-des-Missions-du-cygne-d'Enghien.

Après ses études à Paris il monte en loge pour le Grand Prix de Rome de gravure. Entre 1922 et 1926 il reçoit plusieurs  prix dans différents salons et expositions des Artistes Français et en 1927, lauréat du prix de l'Indochine, il devient professeur à l'École des Beaux Arts d'Hanoï.
De retour en France, il devient membre des CDBA (« les Catholiques Des Beaux-Arts ») et réalise ses œuvres les plus célèbres, à savoir ses fresques dans l'église Notre-Dame-des-Missions-du-cygne-d'Enghien à Épinay-sur-Seine et celles de l'Église du Saint-Esprit à Paris, sans oublier les œuvres réalisées pour plusieurs pavillons de l'Exposition coloniale internationale de 1931 à Paris.
Il reçoit le Prix de Madagascar en 1936 et part pour Tananarive où il est chargé, entre autres, de la décoration de l'hôtel de Ville.

Malgré une mort subite et prématurée, il laisse aussi de nombreuses toiles liées à ses attaches familiales au Pays basque (Ciboure en particulier) et également à son itinéraire de peintre voyageur (Indochine, Madagascar).

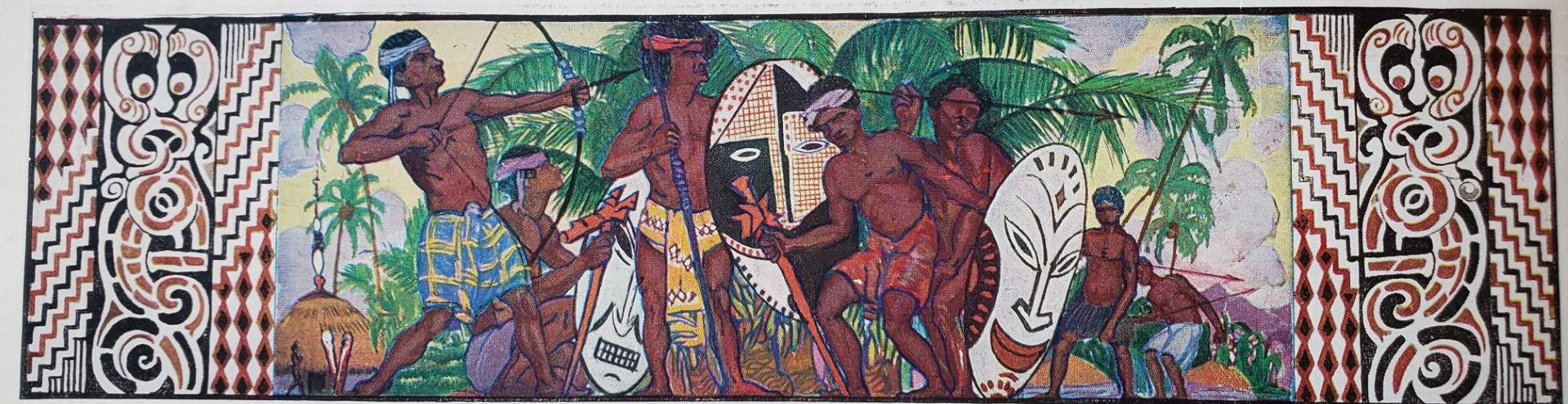
Dessin préparatoire à un panneau décoratif pour le pavillon de la Nouvelle-Calédonie et dépendances à l'Exposition Coloniale de 1931.